# Aperiodisk graf

En aperiodisk graf. Cyklerna har längd 5 och 6, vars minsta gemensamma nämnare är 1.

En graf med period 3.

Inom det matematiska området grafteori är en aperiodisk graf en riktad graf där det inte finns något heltal k > 1 som delar längderna av alla cykler. Ekvivalent kan man säga att en aperiodisk grafs cykellängder har minsta gemensamma nämnaren 1 (denna minsta gemensamma nämnaren brukar kallas grafens period).

## Grafer som inte kan vara aperiodiska
I varje riktad cyklisk graf finns endast en cykel, så en sådan graf har en period som är lika med cykellängden och därmed ej aperiodisk.
I varje riktad bipartit graf har alla cykler en längd som är delbar med två och därför kan riktade bipartita grafer inte vara aperiodiska. I varje riktad graf utan cykler delar alla tal alla cykellängder (eftersom det inte finns några cykler), så riktade grafer utan cykler kan inte vara aperiodiska.
Mer allmänt kan inte en riktad graf med hörnmängd V vara aperiodisk, om det finns ett heltal kstörre än 1, och en partition (V1,...,Vk) av V, sådan att varje kant som börjar i ett Vi slutar i Vi+1, om i < k, och i V1, om i = k. I så fall måste nämligen alla cykellängder delas av k.
Omvändningen gäller också. Om det inte finns någon partition av hörnmängden med de egenskaper som anges ovan, så är grafen aperiodisk.